# S.O.S. Fonske
S.O.S. Fonske is een korte film uit 1968 gemaakt door de Belgische regisseurs Robbe De Hert, Guido Henderickx en Patrick Le Bon van het filmcollectief Fugitive Cinema. De sociale documentaire toont het verhaal van de Antwerpenaar Fons Noydens, die door het faillissement van zijn verzekeringsmaatschappij zelf de schade van een auto-ongeluk moet betalen. Zijn huisraad wordt verkocht en samen met zijn gezin ziet hij zich gedwongen te verhuizen naar een kleiner eenkamerappartement. De film werd zowel nationaal als internationaal bekroond.

## Beschrijving
Midden in de tumultueuze meimaand van 1968 draaien Robbe De Hert, Guido Henderickx en Patrick Le Bon van het jonge filmcollectief Fugitive Cinema hun eerste sociale reportage. De Fugitive-ploeg volgde op 15 mei het relaas van de Antwerpenaar Fons Noydens, die enkele jaren na het faillissement van verzekeringsmaatschappij Belfort zijn volledige inboedel (op een matrasbodem en een vogelkooitje na) moest laten veilen om de opgelopen schulden na een auto-ongeval te kunnen aflossen.
De kortfilm leunt aan bij de cinéma vérité-stijl die in die periode ontstond. Spontane interviews en een associatieve montage staan hierbij centraal. In informele interviews delen Fons, zijn emotionele vrouw, de betrokken deurwaarder en de man in de straat ieders hun kijk op deze situatie.
Hoe intuïtief de opnames verliepen, zo gedetailleerd is de montage die de kortfilm opdeelt in verschillende hoofdstukken. Krantenkoppen over het voorval functioneren als tussentitels en structureren zo de gemonteerde fragmenten. Het persoonlijke verhaal van Fonske wordt op die manier gekoppeld aan de meer afstandelijke berichtgeving over de situatie, die ook te horen is in de voice-over. Vooral op het einde van de film wordt de kritiek gericht op de regering, doordat affiches van de verkiezingscampagnes ironisch gecombineerd worden met een vrolijk muziekje. Uit deze elementen spreekt de maatschappijkritiek die aan de basis lag van het vroege werk van Fugitive Cinema.

## Ontstaan
Fons Noydens was een van de gedupeerden van het Belfort-schandaal. Omdat er in die tijd geen wet was die slachtoffers van een dergelijk faillissement kon beschermen, moesten zij zelf opdraaien voor hun schulden. Als reactie op het schandaal werd de “Vereniging ter Verdediging van de Belfortslachtoffers” opgericht en een wetsvoorstel ingediend. In de lezersbrief “Belfort-failliet”  schrijft Fons Noydens in respons op de heisa: “Wie gaat er mij nu helpen? De kleine man? De grote man? De regering? (…) Waarom nu niet S.O.S. hulp Fonske?” (eigen nadruk). Door het grote aantal slachtoffers werd het schandaal regelmatig besproken in kranten, maar de openbare omroep weerhield zich van te veel inmenging.
Noydens was een collega van Patrick Le Bon, een prominent lid van Fugitive Cinema. Door deze samenloop van omstandigheden zag het collectief snel het potentieel om hierover hun eerste kritische documentaire te maken die geschikt zou zijn voor de televisie.

## Productie
De reportage werd volgens De Hert ingeblikt op één dag: 15 mei 1968, de dag dat de familie Noydens hun inboedel werd geveild. De film werd opgenomen op twee locaties: de Vrijdagmarkt, waar de veiling plaatsvond, en in het oude appartement van Noydens in de Kloosterstraat nummer 63 in Antwerpen. Collega-cineast Frans Buyens nam de interviews voor zijn rekening, en bezorgde volgens De Hert ook de pellicule voor de film en overtuigde cameraman Paul De Fru om het team te vervolledigen. Naast De Hert, Buyens en De Fru, werkten aan deze productie werkten ook nog volgende personen mee: Patrick Le Bon (producent en co-regisseur), Guido Henderickx (co-regisseur), Marcel Bertiaux (klank) en André Boeren (klank). De film werd volledig autonoom door Fugitive Cinema gefinancierd.

## Receptie
S.O.S. Fonske werd op 17 februari 1969 vertoond op de tweede dag van het achtste Belgisch Nationaal Filmfestival te Antwerpen. De eerste reportage van Fugitive Cinema won er opvallend genoeg de prijs voor beste televisiefilm, de BRT-prijs en de prijs voor beste sociale film. De film werd ook in de pers overwegend lovend onthaald. Zo beschreef Vooruit de korte reportage als “een volmaakt voorbeeld van wat de cinéma vérité kan en zou moeten zijn”.

## Off-television
De BRT weigerde in eerste instantie deze onconventionele productie uit te zenden, hoewel de reportage zich perfect leende voor de televisie. De term “off-television production” ontstond hier: “films bestemd voor de televisie, maar die er eigenlijk niet op mochten”. Bij de uitreiking van de Prijs voor TV-Kritiek 1969 werd duidelijk dat critici datzelfde sentiment deelden. S.O.S. Fonske ontving hier namelijk van de jury een eervolle vermelding buiten de competitie volgens de pers omdat ze de informatie bracht zoals “men van de televisie verwacht”. De urgentie die afstraalt van dit vroege werk van Fugitive Cinema en de lovende kritieken zorgden er uiteindelijk voor dat deze kortfilm alsnog het beeldscherm haalde, en dat nog wel op de avond 29 maart 1969, vlak voor de finale van het Eurovisiesongfestival.